# Fanny Schoonheyt
Fernanda Wilhelmina Maria Albertina Schoonheyt, més coneguda com a Fanny Schoonheyt, (Rotterdam, 15 de juny de 1912 - Rotterdam, 23 de desembre de 1961), va ser una partisana neerlandesa durant la Guerra Civil espanyola, on va lluitar al bàndol dels republicans. Per les seves accions de combat i la seva habilitat amb les armes va ser coneguda, en articles de premsa, con la "reina de la metralladora".

## Biografia
Fanny era l'única filla del comerciant Jules Alphons Schoonheyt i de Johanne Gehring, d'Isselhorst (Westfàlia), propietària d'un estudi de costura. Va començar la seva carrera professional com a secretària al diari holandès Nieuwe Rotterdamsche Courant, tot i que, per manca d'oportunitats en aquest mitjà, el 1934 va decidir traslladar-se a Barcelona com a corresponsal estrangera. Aviat va unir-se a les formacions d'esquerra i antifeixistes, es va afiliar al PSUC (Partit Socialista Unificat de Catalunya) i va participar en l'organització de l'Olimpiada Popular. Durant l'alçament militar del 19 de juliol de 1936 a Barcelona va participar en els assalts a les casernes militars dels dies immediats posteriors i tot seguit va marxar cap al front amb el Grup Thaelmann, abans que arribessin les Brigades internacionals.
Acabada la guerra a Espanya, va traslladar-se a la República Dominicana. Allà va néixer la seva única filla el 1940. El 1947 fou deportada. Després va viure a Curaçao on va treballar com a fotògrafa amb el nom de Fanny Lopez. El 1957 va retornar als Països Baixos, on morí el 1961 d'un atac de cor.